# Придњестровље
Придњестровље (молд. Приднестровье, укр. Придністров'я), званично Придњестровска Молдавска Република (молд. Република Молдовеняскэ Нистрянэ, укр. Придністровська Молдавська Республіка), или Транснистрија, Трансдњестрија, Трансдњестар, Трансдњестровље, Задњестровље, је непризната, фактички независна држава која се отцепила од Молдавије. Фактички је независна од 2. септембра 1990. године. Површина је 4.163 2, међутим због географског положаја уз реку Дњестар има границу дугу 816 km, па личи на издужено острво дуго 400, а широко 10 km. Становништво чини 520.700 људи, претежно словенског, романског и туркијског порекла (32,1% Молдавци, 30,4% Руси, 28,8% Украјинци, 2,5% Бугари остатак чине Гагаузи, Пољаци и други). Службени језици по уставу ПМР су: молдавски (ћирилица), руски и украјински. Главни град је Тираспољ са 135.700 становника. Остали већи градови су Бендер и Дубасари.

## Историја
У раном средњем веку Придњестровље су насељавала словенска племена Уличи и Тиверци заједно са туркијским племенима Куманима и Печенезима. Ово подручје је било у саставу Кијевске Русије у њеном раном периоду постојања, после Монголске инвазије на Европу 1241. године територија је била под контролом Монгола (вероватно без сталних насеља), а касније под контролом Кримског каната. Од 15. века северни део Придњестровља је био под контролом Велике кнежевине Литваније, касније Пољско-Литванске државне заједнице. Мировним споразумом од 9. јануара 1792. ово подручје постаје део царске Русије. Тада је то био слабо насељен крај у коме су живели углавном Молдавци, Украјинци, Срби и Бугари.
Крајем 18. века царска Русија насељава ову област не би ли заштитила југозападну границу царевине. Тадашња руска власт је подстицала насељавање Немаца, Јермена, Молдаваца и Грка.
Током 19. века цело је Придњестровље и даље у саставу Русије. На ово је подручје претендовала и Румунија, али оно јој никад није припало, чак ни после Првог светског рата. Једини је изузетак град Бендер који је у раздобљу од 1918. до 1940. био у саставу провинције Молдавије која је била једна од тадашњих румунских провинција.
Што се тиче осталог дела Придњестровља, од 1917. се подручје налазило у саставу Украјине, а 1922. заједно с целом Украјином ушло у састав Совјетског Савеза.

### Период 1920 – 1940.
Године 1924. створена је Молдавска Аутономна Совјетска Социјалистичка Република која се налазила у саставу Украјинске ССР. Према Стаљиновој замисли, она је требало да буде централна територија за будућу Молдавску ССР којој је требало да се прикључе и остала молдавска подручја смештена на десној страни Дњестра будући да СССР никад није признао њихово отцепљење. Службеним језицима проглашени су руски, украјински и молдавски. Главни град МАССР-а постала је Балта (украјински град којег је совјетска власт предала Молдавској Аутономној ССР заједно са суседним подручјем не би ли се на тај начин повећала територија), али од 1929. престоница је пренесена у „идеолошко подобнији“ град Тираспољ који је обављао ту функцију до 1940.
Договором између Молотова и Рибентропа, Бесарабија је припала интересној зони Совјетског Савеза. Главни разлог зашто Стаљин није одмах окупирао Бесарабију били су договори између Француске и Румуније (Француска је Румунији гарантовала да ће ступити у рат на њеној страни уколико Румунија уђе у било какав војни конфликт), исту гаранцију је Уједињено Краљевство обећало Пољској, и заиста је објавило рат Немачкој након што је Пољска нападнута. Након што је Немачка поразила Пољску, а совјетска војска заузела Западну Украјину и Белорусију (које су тада биле у саставу Пољске), у септембру 1939, и Француска капитулирала у мају/јуну 1940, 26. јуна 1940. СССР је Румунији дао ултиматум којим се тражило да Румунија преда Совјетском Савезу Бесарабију, Северну Буковину и област Херца.
Изгубивши подршку Француске и сукобивши се са Мађарима на западу који су такође претендовали на западна румунска подручја (Трансилванија), Румунија је била присиљена прихватити Стаљинов ултиматум. Сва та анектирана подручја (осим јужне Бесарабије која је прикључена Одешкој области Украјинске ССР) уједињена су са Молдавском Аутономном ССР у јединствену Молдавску Совјетску Социјалистичку Републику са средиштем у Кишињеву. Балта и околна подручја су враћена Украјини. Северној Буковини је прикључена област Херца и тако је формирана Чернивечка област која је такође прикључена Украјинској ССР.

### Други светски рат
Таква геополитичка ситуација се није дуго задржала. Немачка је већ 1941. напала Совјетски Савез и Румунији се указала прилика да врати назад сва подручја која је претходно предала Совјетском Савезу. Тако су у састав Велике Румуније (România Mare) ушла не само подручја која је Румунија изгубила 1940. него и сав простор између Јужног Буга и Дњестра (укључујући украјинске градове Балта, Виница и Одеса). Тај простор је назван Транснитријом односно Задњестровље.
Године 1944, након што се Црвена армија пробила на Балкан, границе су се вратиле на стање из 1940. (неки чак наводе како је Стаљин имао намеру прикључити целу Румунију Совјетском Савезу, до чега никад није дошло).
Када су се за време Горбачова и Перестројке појавили нешто либералнији услови у Совјетском Савезу, Придњестровље се у септембру 1990. прогласило самосталном совјетском републиком. Убрзо је дошло до распада Совјетског Савеза.

### Након распада Совјетског Савеза
Независност Придњестровља до данас није признала ни једна држава ни међународна организација.
У раздобљу 1991—1992. избио је кратак војни сукоб између Молдавије и придњестровских оружаних снага које су биле подупиране старом совјетском 14. дивизијом, смештеном на подручју Придњестровља. Рат се завршио без значајнијих промена, јер молдавске снаге нису биле толико јаке да савладају побуњеничке наоружане групе.
Придњестровље заузима готово 17% територије Молдавије на којем живи приближно 520.000 људи. Влада у Кишињеву нема апсолутно никакав утицај на овом подручју.
У главном граду Придњестровља Тираспољу, егзистира паралелна влада. Она је успоставила у Придњестровљу властиту државу, која има готово све од полиције и судства, до властите новчане јединице, па чак и војску. За министром државне сигурности, Вадимом Антјуфејевим, Интерпол је расписао потерницу због оптужби за злочине у Риги почетком деведесетих година. 2004. године су упркос протестима из Кишињева у Придњестровљу затворене све школе у којима се говорио румунски језик, који се у Молдавији сматра молдавским језиком који користи латинично писмо. Затворене румунске школе су поново отворене, али имају статус приватних школа, према томе не добијају никаква средства од придњестровске владе.
Неко време је у Русији и Украјини био актуелан предлог о признању Придњестровске Молдавске Републике, али су га владе обе државе одбациле, будући да би то могло довести до губитка политичког утицаја који Русија и данас има у Молдавији и уједињења Молдавије и Румуније. Украјина и Русија се сматрају заслужнима за постигнуто примирје између ПМР и Молдавије, мада Савет Европе на ово подручје гледа као подручје „замрзнутог конфликта“ (frozen conflict) који би лако опет могао постати актуелан.
Према мишљењу Молдавије, постојање ПМР-а зависи у великој мери од присуства руске војске. На састанку ОЕБС-а у Истанбулу 1999. Русија се обавезала повући своје снаге с тог подручја. Упркос томе, у Придњестровљу и даље борави руска војска у склопу које се налазе мировне јединице. Проблем присуства руске војске у Придњестровљу је главни камен спотицања Русије и ОЕБС-а. Придњестровска Молдавска Република не држи само власт на десној обали Дњестра, већ и у њен састав спада и град Бендер (молдавски:Tighina) на левој обали реке.

## Географија

### Положај
Придњестровље је континентална држава и не поседује излаз на море и налази се са леве стране реке Дњестар у његовом доњем и средњем току. Граница Придњестровља је дугачка 816 km. На истоку је то граница са Украјином а на западу са Молдавијом.

### Геологија и рељеф
Рељеф је скоро у потпуности равничарски.

### Воде
Поред Дњестра нема битних река.

## Административна подела
Придњестровље је подељено на шест рејона и на област града Тираспоља. Рејони (од севера ка југу):
- Каменски рејон
- Рибнички рејон
- Дубасаријски рејон
- Григоропољски рејон
- Бендери рејон
- Слободејски рејон и област града Тираспоља.